# Ставець (Нижньосілезьке воєводство)
Ставець (пол. Stawiec, нім. Steffitz) — село в Польщі, у гміні Мілич Мілицького повіту Нижньосілезького воєводства.
Населення — 290 осіб (2011).
У 1975-1998 роках село належало до Вроцлавського воєводства.

## Демографія
Демографічна структура станом на 31 березня 2011 року:
|          | Загалом | Допрацездатний вік | Працездатний вік | Постпрацездатний вік |
| -------- | ------- | ------------------ | ---------------- | -------------------- |
| Чоловіки | 143     | 36                 | 99               | 8                    |
| Жінки    | 147     | 28                 | 97               | 22                   |
| Разом    | 290     | 64                 | 196              | 30                   |